# Seznam medailistů na mistrovství světa – disk
Hod diskem patří do programu mistrovství světa od prvního ročníku v roce 1983.

## Rekordmani mistrovství světa v atletice

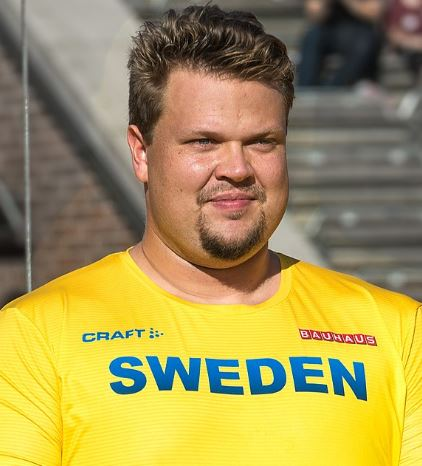
Muži -  Daniel Ståhl
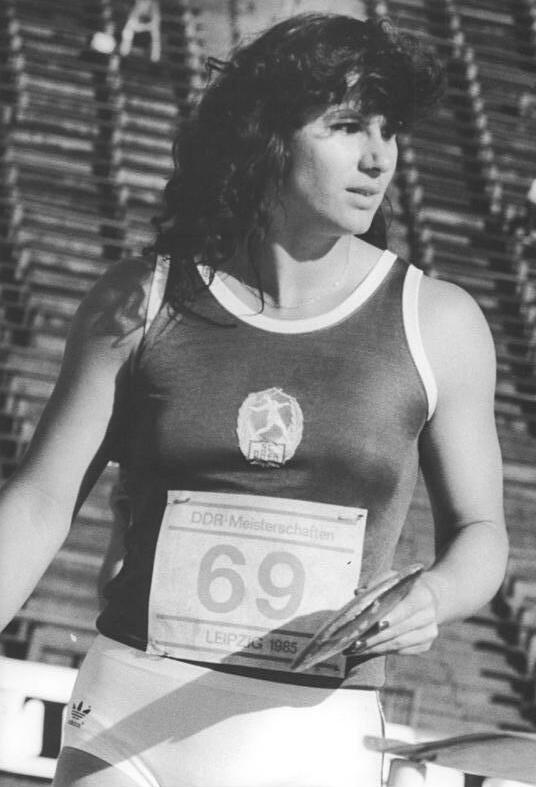
Ženy -  Martina Opitzová

### Muži
| Rok     | Místo     | Zlato              | Výkon vítěze | Stříbro               | Bronz               |
| ------- | --------- | ------------------ | ------------ | --------------------- | ------------------- |
| MS 1983 | Helsinky  | Imrich Bugár       | 67,72        | Luis Delis            | Gejza Valent        |
| MS 1987 | Řím       | Jürgen Schult      | 68,74        | John Powell           | Luis Delis          |
| MS 1991 | Tokio     | Lars Riedel        | 66,20        | Erik de Bruin         | Attila Horvath      |
| MS 1993 | Stuttgart | Lars Riedel        | 67,72        | Dimitri Schewtschenko | Jürgen Schult       |
| MS 1995 | Göteborg  | Lars Riedel        | 68,76        | Vladimir Dubrovščik   | Vasilij Kaptyukh    |
| MS 1997 | Athény    | Lars Riedel        | 68,54        | Virgilijus Alekna     | Jürgen Schult       |
| MS 1999 | Sevilla   | Anthony Washington | 69,08        | Jürgen Schult         | Lars Riedel         |
| MS 2001 | Edmonton  | Lars Riedel        | 69,72        | Virgilijus Alekna     | Michael Möllenbeck  |
| MS 2003 | Paříž     | Virgilijus Alekna  | 69,69        | Róbert Fazekas        | Vasilij Kaptyukh    |
| MS 2005 | Helsinky  | Virgilijus Alekna  | 70,17        | Gerd Kanter           | Michael Möllenbeck  |
| MS 2007 | Ósaka     | Gerd Kanter        | 68,94        | Robert Harting        | Rutger Smith        |
| MS 2009 | Berlín    | Robert Harting     | 69,43        | Piotr Małachowski     | Gerd Kanter         |
| MS 2011 | Tegu      | Robert Harting     | 68,97        | Gerd Kanter           | Ihsan Hadádí        |
| MS 2013 | Moskva    | Robert Harting     | 69,11        | Piotr Małachowski     | Gerd Kanter         |
| MS 2015 | Peking    | Piotr Małachowski  | 67,40        | Philip Milanov        | Robert Urbanek      |
| MS 2017 | Londýn    | Andrius Gudžius    | 69,21        | Daniel Ståhl          | Mason Finley        |
| MS 2019 | Dauhá     | Daniel Ståhl       | 67,59        | Fedrick Dacres        | Lukas Weißhaidinger |
| MS 2022 | Eugene    | Kristjan Čeh       | 71,13        | Mykolas Alekna        | Andrius Gudžius     |
| MS 2023 | Budapešť  | Daniel Ståhl       | 71,46 – RMS  | Kristjan Čeh          | Mykolas Alekna      |

### Ženy
| Rok     | Místo     | Zlato                | Výkon vítěze | Stříbro                    | Bronz                      |
| ------- | --------- | -------------------- | ------------ | -------------------------- | -------------------------- |
| MS 1983 | Helsinky  | Martina Opitzová     | 68,94        | Galina Murašovová          | Maria Petkovová            |
| MS 1987 | Řím       | Martina Opitzová     | 71,62 – RMS  | Diana Ganskyová            | Cvetanka Christovová       |
| MS 1991 | Tokio     | Cvetanka Christovová | 71,02        | Ilke Wyluddaová            | Larisa Michalčenková       |
| MS 1993 | Stuttgart | Olga Čerňavská       | 67,40        | Daniela Costianová         | Min Čchun-feng             |
| MS 1995 | Göteborg  | Jellina Zverevová    | 68,64        | Ilke Wyluddaová            | Olga Čerňavská             |
| MS 1997 | Athény    | Beatrice Faumuinová  | 66,82        | Jellina Zverevová          | Natalja Sadovová           |
| MS 1999 | Sevilla   | Franka Dietzschová   | 68,14        | Anastasia Kelesidouová     | Nicoleta Grasuová          |
| MS 2001 | Edmonton  | Jellina Zverevová    | 68,57        | Nicoleta Grasuová          | Anastasia Kelesidouová     |
| MS 2003 | Paříž     | Irina Jatčenková     | 67,32        | Anastasia Kelesidouová     | Ekaterini Voggoliová       |
| MS 2005 | Helsinky  | Franka Dietzschová   | 66,56        | Natalja Sadovová           | Věra Cechlová Pospíšilová  |
| MS 2007 | Ósaka     | Franka Dietzschová   | 66,61        | Yarelis Barriosová         | Nicoleta Grasuová          |
| MS 2009 | Berlín    | Dani Samuelsová      | 65,44        | Yarelis Barriosová         | Nicoleta Grasuová          |
| MS 2011 | Tegu      | Li Jen-feng          | 66,52        | Nadine Müllerová           | Yarelis Barriosová         |
| MS 2013 | Moskva    | Sandra Perkovićová   | 67,77        | Mélina Robertová-Michonová | Yarelis Barriosová         |
| MS 2015 | Peking    | Denia Caballerová    | 69,28        | Sandra Perkovićová         | Nadine Müllerová           |
| MS 2017 | Londýn    | Sandra Perkovićová   | 70,31        | Dani Stevensová            | Mélina Robertová-Michonová |
| MS 2019 | Dauhá     | Yaime Pérezová       | 69,17        | Denia Caballerová          | Sandra Perkovićová         |
| MS 2022 | Eugene    | Feng Pin             | 69,12        | Sandra Perkovićová         | Valarie Allmanová          |
| MS 2023 | Budapešť  | Laulauga Tausagaová  | 69,49        | Valarie Allmanová          | Feng Pin                   |